# Dermasterias imbricata
Dermasterias imbricata är en sjöstjärneart som först beskrevs av Grube 1857.  Dermasterias imbricata ingår i släktet Dermasterias och familjen Asteropseidae. Inga underarter finns listade i Catalogue of Life.

## Bildgalleri

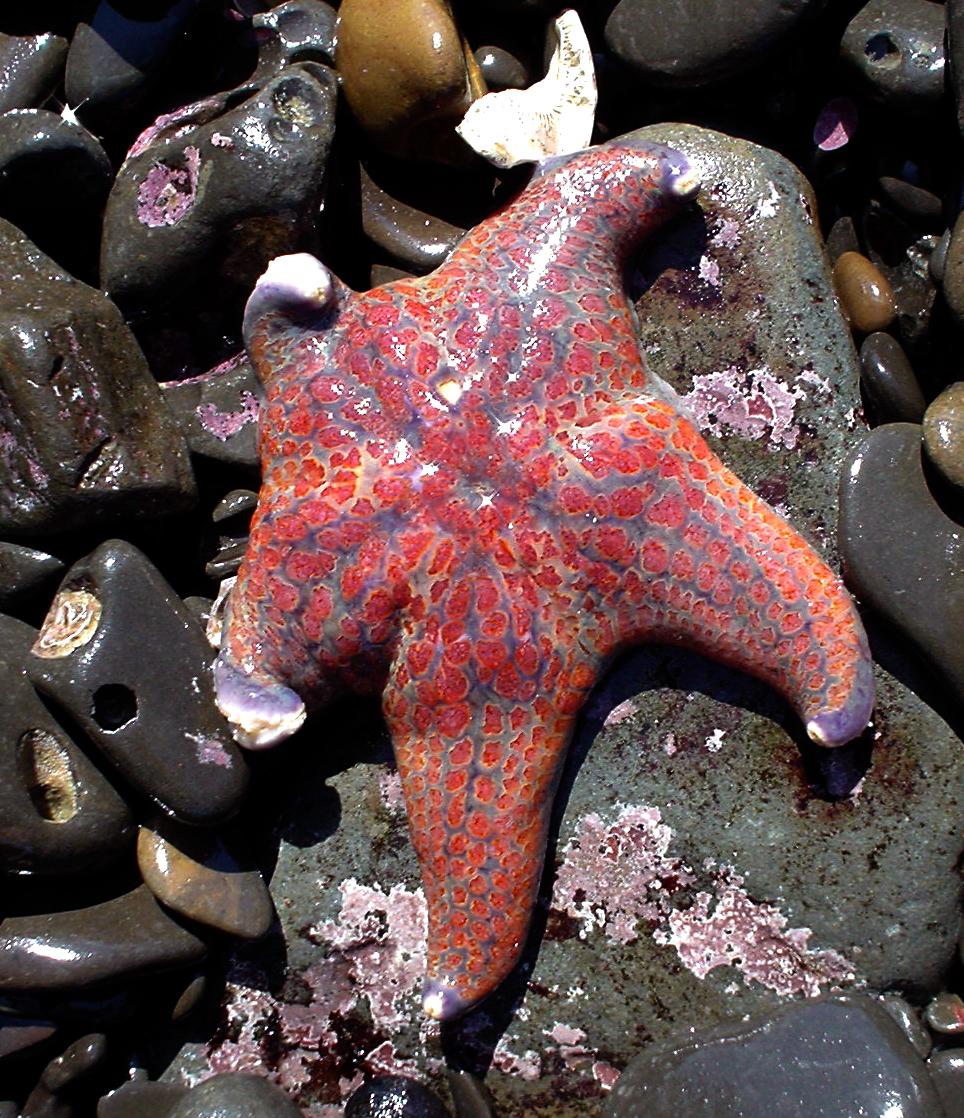